# Suquamish
Suquamish és una concentració de població designada pel cens dels Estats Units a l'estat de Washington. Segons el cens del 2000 tenia 3.510 habitants.

## Demografia
Segons el cens del 2000, Suquamish tenia 3.510 habitants, 1.459 habitatges, i 948 famílies. La densitat de població era de 198,1 habitants/km².
Dels 1.459 habitatges en un 30,2% hi vivien nens de menys de 18 anys, en un 52% hi vivien parelles casades, en un 8,6% dones solteres, i en un 35% no eren unitats familiars. En el 28% dels habitatges hi vivien persones soles el 9,3% de les quals corresponia a persones de 65 anys o més que vivien soles. El nombre mitjà de persones vivint en cada habitatge era de 2,4 i el nombre mitjà de persones que vivien en cada família era de 2,92.
Per edats la població es repartia de la següent manera: un 24,2% tenia menys de 18 anys, un 6,4% entre 18 i 24, un 29,3% entre 25 i 44, un 27,2% de 45 a 60 i un 12,9% 65 anys o més.
L'edat mediana era de 40 anys. Per cada 100 dones de 18 o més anys hi havia 93,5 homes.
La renda mediana per habitatge era de 46.667 $ i la renda mediana per família de 55.759 $. Els homes tenien una renda mediana de 41.860 $ mentre que les dones 27.296 $. La renda per capita de la població era de 22.515 $. Aproximadament el 6,2% de les famílies i el 8,5% de la població estaven per davall del llindar de pobresa.

## Poblacions més properes
El següent diagrama mostra les poblacions més properes.